# Victor Fleury
Œuvres principales
- Série La Croisade éternelle

Victor Fleury, né le 20 octobre 1986, est un écrivain français de fantasy et de steampunk.

## Biographie
Victor Fleury est originaire de la région lyonnaise .
En 2017, il publie chez Bragelonne L'Empire électrique, uchronie steampunk où il met en scène des personnages littéraires ou réels du XIXe siècle dans un monde dominé par l'empire napoléonien.
L'Homme électrique, roman situé dans le même univers que L'Empire électrique, paraît en 2019. La même année, il publie La Prêtresse esclave, premier tome d'un nouveau cycle situé dans un univers inspiré de la Mésopotamie antique.
Victor Fleury est actuellement professeur d'Histoire-Géographie au Collège Lès Côtes (Péronnas). En plus de son engagement professionnel, il consacre une grande partie de son temps à l'écriture, suivant un emploi du temps strict qui lui permet de se dédier à la rédaction ou à la modification de ses textes pendant plus de cinq heures chaque jour, du lundi au samedi.

## Œuvres

### SérieLa Croisade éternelle
1. La Prêtresse esclave, Bragelonne, 2019, 381 p.  (ISBN 979-10-281-1034-5)Réédition, Le Livre de poche, 2021 (ISBN 978-22-532-4220-8)
2. La Prêtresse guerrière, Bragelonne, 2020, 456 p.  (ISBN 979-10-281-0590-7)
3. La Reine prêtresse, Bragelonne, 2021, 408 p.  (ISBN 979-10-281-1202-8)

### Univers deL'Empire électrique
1. L'Empire électrique, Bragelonne, 2017, 471 p.  (ISBN 979-10-281-0244-9)Réédition au format poche, Bragelonne, 2022 (ISBN 979-10-281-1336-0)
2. L'Homme électrique, Bragelonne, 2019, 359 p.  (ISBN 979-10-281-1073-4)
3. Le Fleuve électrique, Bragelonne, 2022, 360 p.  (ISBN 979-10-281-1530-2), co-écrit avec Vincent Longrive